# 那慕爾
那慕尔（發音：[namyʁ] ⓘ，發音：[ˈnaːmə(n)] ⓘ，發音：[naˈmyːɐ̯] ⓘ），比利时瓦隆大区那慕爾省城市，同时也是那慕尔省省会、瓦隆大区首府、瓦隆尼亚议会总部所在地及瓦隆政府驻地，通行法语，是比利时法语社群的一部分。那慕尔面积175.69平方千米，是比利时面积第七大城市；人口114,007人（2024年1月1日），是比利时人口第九大城市。

## 地理
那慕尔位于桑布尔河和默兹河的交汇处，地处布鲁塞尔东南62.5千米、沙勒罗瓦以东40千米、列日以西66千米处的中心位置。

## 交通
- 那慕尔站

## 人物
- 西西莉·迪·法蘭斯（Cécile de France）
- 伯努瓦·普尔福德（Benoît Poelvoorde）
- 费利西安·罗普斯（Félicien Rops）

## 友好城市
- 法國 芒通
- 羅馬尼亞 克卢日-纳波卡
- 越南 順化市
- 俄羅斯 科羅廖夫
- 匈牙利 佩奇
- 加拿大 魁北克市